# Julián Cano Thebar
Julián Cano Thebar o potser en català Francesc Julià Cano i Tovar/Thebar (Toledo, 1646? — 1714/1719) fou un religiós que ostentà el títol de bisbe d'Urgell i copríncep d'Andorra entre el 4 de juliol de 1695 i el 17 de gener de 1714.
Sabem que els seus anys d'episcopat es comprenen entre les dues dates anteriors però algunes fonts assenyalen que no hauria mort al 1714 sinó que la seva mort seria als voltants de 1719.

## Mencions
Es un personatge pot mencionat en general. S'escrigué amb el papa Climent XIV. També patí la Guerra de Successió (1701-1715), de fet es relaciona la fi del seu episcopat amb el final de la guerra.
És mencionat en diverses obres i escrits:
| Títol de l'obra | Autor                           | Pàgines  | Notes                                                            | Enllaç | ID         |
| --- | ------------------------------- | -------- | ---------------------------------------------------------------- | ------ | ---------- |
| Relacion veridica del hecho y jvridica manifestacion de la verdad y legitimidad de los procedimientos y censuras, hechos y promulgadas por ... D. Julian Cano y Thebar, obispo de Vrgel ... por via de natural defensa de los derechos, possession, jurisdiccion y preheminencias de su santa iglesia y dignidad episcopal, en orden à los concursos y eleccion del penitenciario de dicha santa iglesia, contra su muy ilustre cabildo y reverendos canonigos de dicha santa iglesia y opositores del penitenciario ... y juridica respuesta al papel con titulo de segundo manifiesto ... / [Juan Simón Fontllonga] | Cano Thebar, Julián, 1646?-1719 | 98       | Menció de resp. al final del text Data més moderna al text: 1703 | Enllaç | .b24376681 |
| Cartas importantes del Papa Clemente XIV (Ganganeli) / coleccion formada por el Marques Caracciolo ; traducidas del frances al castellano por don Francisco Mariano Nifo | Climent XIV, papa, 1705-1774    | 5 volums | Hi signà el bisbe Julián                                         | Enllaç | .b38765597 |
| Colección de retratos de los reyes de España desde Felipe II hasta Carlos III, y diseños de todas las monedas ... reinados desde Felipe III hasta Carlos III... y medallas por varios sucesos, grabadas en cincuenta y una láminas, segun las originales ... Academia de la historia, con un índice esplicacion de ellas ... | -                               | 10       | Hi consta el bisbe Julián                                        | Enllaç | .b45054277 |